# Land Art

Land Art, também conhecida como Earth Art ou Earthwork, se refere ao tipo de arte em que o terreno natural, em vez de prover o ambiente para uma obra de arte, é ele próprio trabalhado de modo a integrar-se à obra.

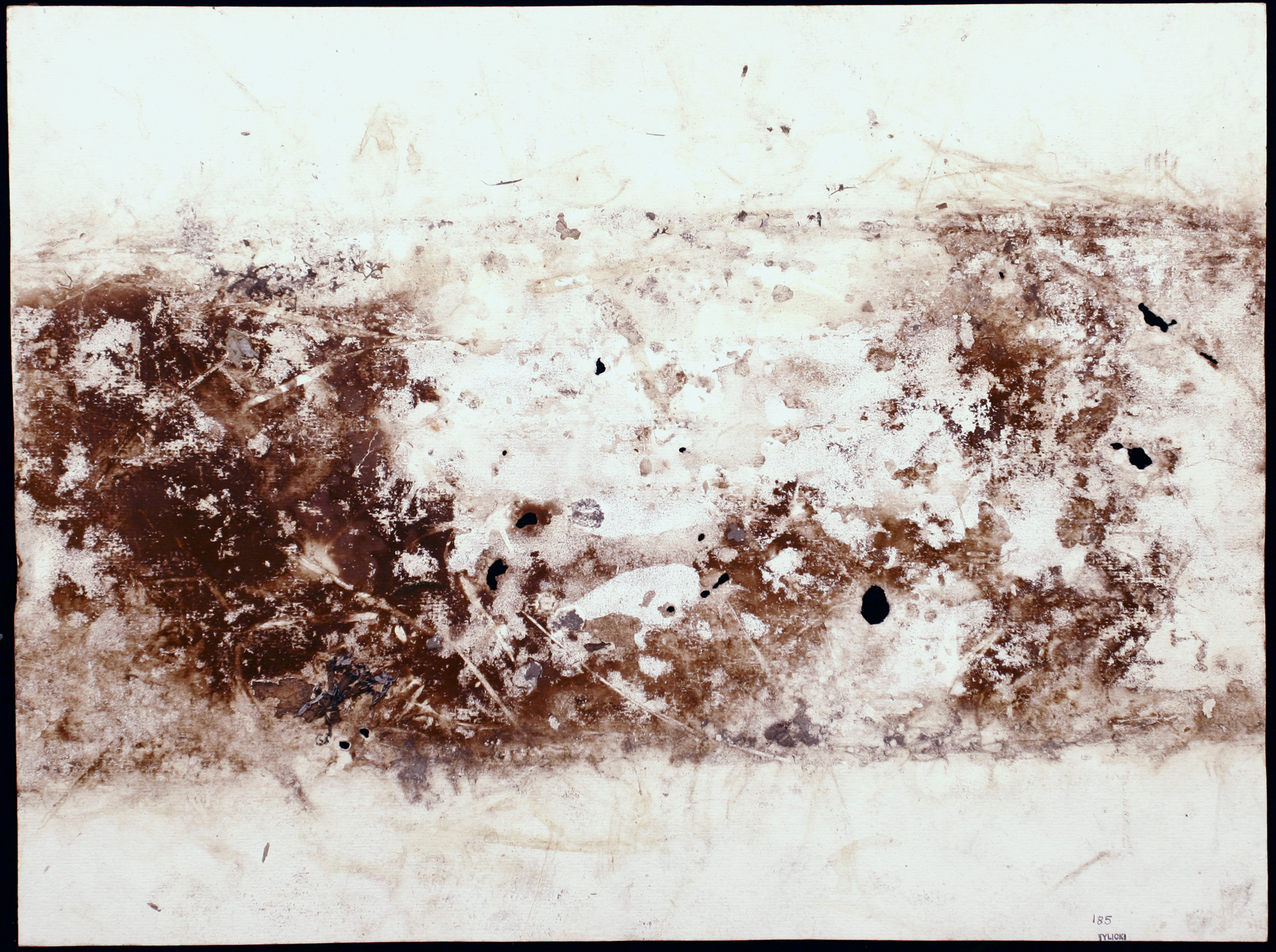
Land Art

A Land Art surgiu em finais da década de 1960, em parte como consequência de uma insatisfação crescente em face da deliberada monotonia cultural pelas formas simples do minimalismo, em parte como expressão de um desencanto relativo à sofisticada tecnologia da cultura industrial, bem como ao aumento do interesse às questões ligadas à ecologia. O conceito estabeleceu-se numa exposição organizada na Dwan Gallery, Nova York, em 1968, e na exposição Earth Art, promovida pela Universidade de Cornell, em 1969.

É um tipo de arte que, por suas características, não é possível expor em museus ou galerias (a não ser por meio de fotografias). Devido às muitas dificuldades de colocar-se em prática os esquemas de land art, suas obras muitas vezes não vão além do estágio de projeto. Assim, a afinidade com a arte conceitual é mais do que apenas aparente.

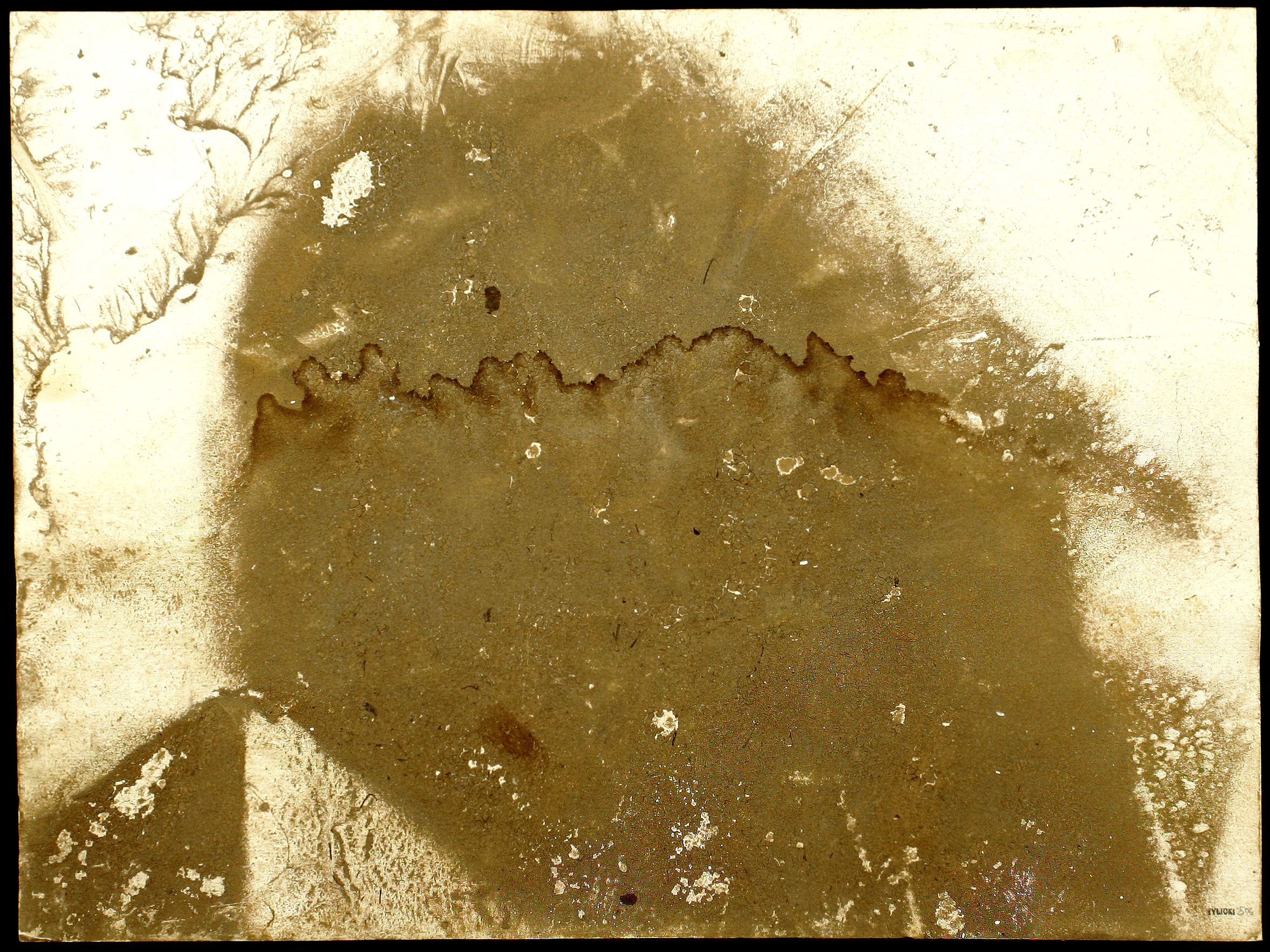
De papel de aquarela na margem esquerda do rio durante 4 dias. Por Jacek Tylicki, SW Lund, Suécia, 473 x 354 mm.

Dentre as obras de land art que foram efetivamente realizadas, a mais conhecida talvez seja a Plataforma Espiral (Spiral Jetty), de Robert Smithson (1970), construída no Grande Lago Salgado, em Utah, nos Estados Unidos.

## Principais artistas
- Alberto Carneiro
- Robert Smithson
- Sol LeWitt
- Robert Morris
- Carl Andre
- Walter de Maria
- Dennis Oppenheim
- Richard Long
- Renan Fernando
- Andy Goldsworthy
- Chris Drury
- Vito Acconci
- Betty Beaumont
- Milton Becerra
- Marinus Boezem
- Chris Booth
- Eberhard Bosslet
- Mel Chin
- Christo and Jeanne Claude
- Walter De Maria
- Lucien den Arend
- Agnes Denes
- Jim Denevan
- Jan Dibbets
- Harvey Fite
- Barry Flanagan
- Hamish Fulton
- Andy Goldsworthy
- Michael Heizer
- Nancy Holt
- Junichi Kakizaki
- Maya Lin
- Richard Long
- Robert Morris
- Vik Muniz
- Ahmad Nadalian
- David Nash
- Dennis Oppenheim
- Georgia Papageorge
- Beverly Pepper
- Andrew Rogers
- Charles Ross
- Sabina Shikhlinskaya
- Richard Shilling
- Nobuo Sekine
- Robert Smithson
- Alan Sonfist
- James Turrell
- Jacek Tylicki
- Bill Vazan
- Strijdom van der Merwe
- Seth Wulsin
- Nils Udo
- Frans Krajcberg
- Fernanda Kahal